# چشمهایم برای تو (فیلم ۱۳۷۱)
چشمهایم برای تو فیلمی به کارگردانی و نویسندگی خسرو شجاعی محصول سال ۱۳۷۱ است.

## داستان
علی و مرجان دو دانشجو هستند که قرار است با یکدیگر ازدواج کنند. مرجان ناگهان پی می‌برد که در آستانه مرگ قرار دارد. پذیرفتن این واقعیت آن هم در آستانه یک زندگی جدید برای او سخت و دشوار است. در نهایت مرجان با اهداء چشمان خود به یک دختر نابینا و کلیه‌هایش به بیماران نیازمند خود را برای پذیرفتن واقعیت آماده می‌کند.

## بازیگران
- مرجانه گلچین
- عباس جهانبخش
- دانیال حکیمی
- رضا بابک
- شهلا ریاحی
- رامبد لطفی
- هما خاکپاش
- علی پویان
- سراج الدین حجازی
- فرحناز مهر
- محمدعلی نقی کنی
- حمید برومند
- سیدجلال طباطبایی
- فریبا مصومی